# 26-я ракетная бригада
26-я ракетная Неманская Краснознамённая, орденов Суворова, Кутузова и Александра Невского бригада (сокр. 26 рбр, в/ч 54006) — тактическое соединение Сухопутных войск Российской Федерации. Дислоцируется в городе Луга Ленинградской области.
Бригада находится в составе 6-й общевойсковой армии Ленинградского военного округа.

## История
Первоначально соединение создано 28 августа 1988 года как 463-я ракетная бригада на базе отдельных ракетных дивизионов, выведенных из состава мотострелковых и танковых дивизий 11-й гвардейской общевойсковой армии. Вооружение бригады составляли ТРК 9К79-1 «Точка-У». Дислоцировалось соединение в городе Советск. Соединению затем были переданы почётные наименования, награды, преемственность и знамя расформированной 149-й артиллерийской дивизии с переименованием в 26-ю ракетную бригаду. В 1994 году ракетная бригада передислоцирована в г. Луга.
Бригада участвовала в российском вторжении на Украину. 5 июня 2025 года ВСУ нанесли ракетный удар по дислокации пусковых установок «Искандер» в Брянской области, в ходе которой была уничтожена как минимум одна пусковая установка, погибли не менее восьми российских военных бригады и пятеро получили ранения.

## Награды
- «Неманская» — награждена 149-я пушечная артиллерийская бригада в 1944 году за успешное форсирование реки Неман в годы ВОВ.[2]
- Орден Красного Знамени — награждён 403-й гаубичный артиллерийский полк большой мощности в декабре 1943 года за участие в освобождении Витебской области и за образцовое выполнение боевых задач.[2]
- Орден Суворова II степени — награждена 149-я пушечная артиллерийская бригада в 1945 году за овладение городом Кёнигсбергом.[2]
- Орден Кутузова II степени — награждена 149-я пушечная артиллерийская бригада в 1944 году за освобождение Белоруссии.[2]
- Орден Александра Невского — награждена 149-я пушечная артиллерийская бригада за штурм города Пиллау[2]